# Psi Persei
Psi Persei (ψ Persei, förkortat Psi Per, ψ Per), som är stjärnans Bayer-beteckning, är en ensam stjärna i den norra delen av stjärnbilden Perseus. Den har en genomsnittlig skenbar magnitud 4,03 och är synlig för blotta ögat där ljusföroreningar ej förekommer. Baserat på parallaxmätningar i Hipparcos-uppdraget på 5,6 mas beräknas den befinna sig på ca 580 ljusårs (179 parsek) avstånd från solen. Stjärnan kan ingå i Alfa Persei-hopen, även om dess egenrörelse är hög jämfört med andra medlemmar i hopen.

## Egenskaper
Psi Persei en blå till vit stjärna i huvudserien av spektralklass B5 Ve, vilket anger att den är en stjärna som genererar energi genom termonukleär fusion av väte i dess kärna. Stjärnan har en radie som är ca 4,7 gånger solens radie och avger från dess fotosfär ca 775 gånger mera energi än solen vid en effektiv temperatur på ca 16 100 K.
Psi Persei är en eruptiv variabel av Gamma Cassiopeiae-typ. Den har en skenbar magnitud som varierar 4,17-4,36. Den är en skalstjärna med en omgivande skiva av gas i nivå med dess ekvator och sträcker sig ut till omkring 11 gånger stjärnans radie. Till följd av denna skiva visar stjärnans spektrum  emissionslinjer (anges av "e" i stjärnklassen) och dess magnitud varierar över en period av ungefär ett dygn.